# Cerignale
Cerignale is een gemeente in de Italiaanse provincie Piacenza (regio Emilia-Romagna) en telt 197 inwoners (31-12-2004). De oppervlakte bedraagt 31,5 km², de bevolkingsdichtheid is 7 inwoners per km².
De volgende frazioni maken deel uit van de gemeente: Cà d'Abrà, Cariseto, Carisasca, Casale, Castello, La Serra, Lisore, Loc. Madonna, Oneto, Ponte Organasco, Rovereto, Santa Maria, Selva, Zermogliana.

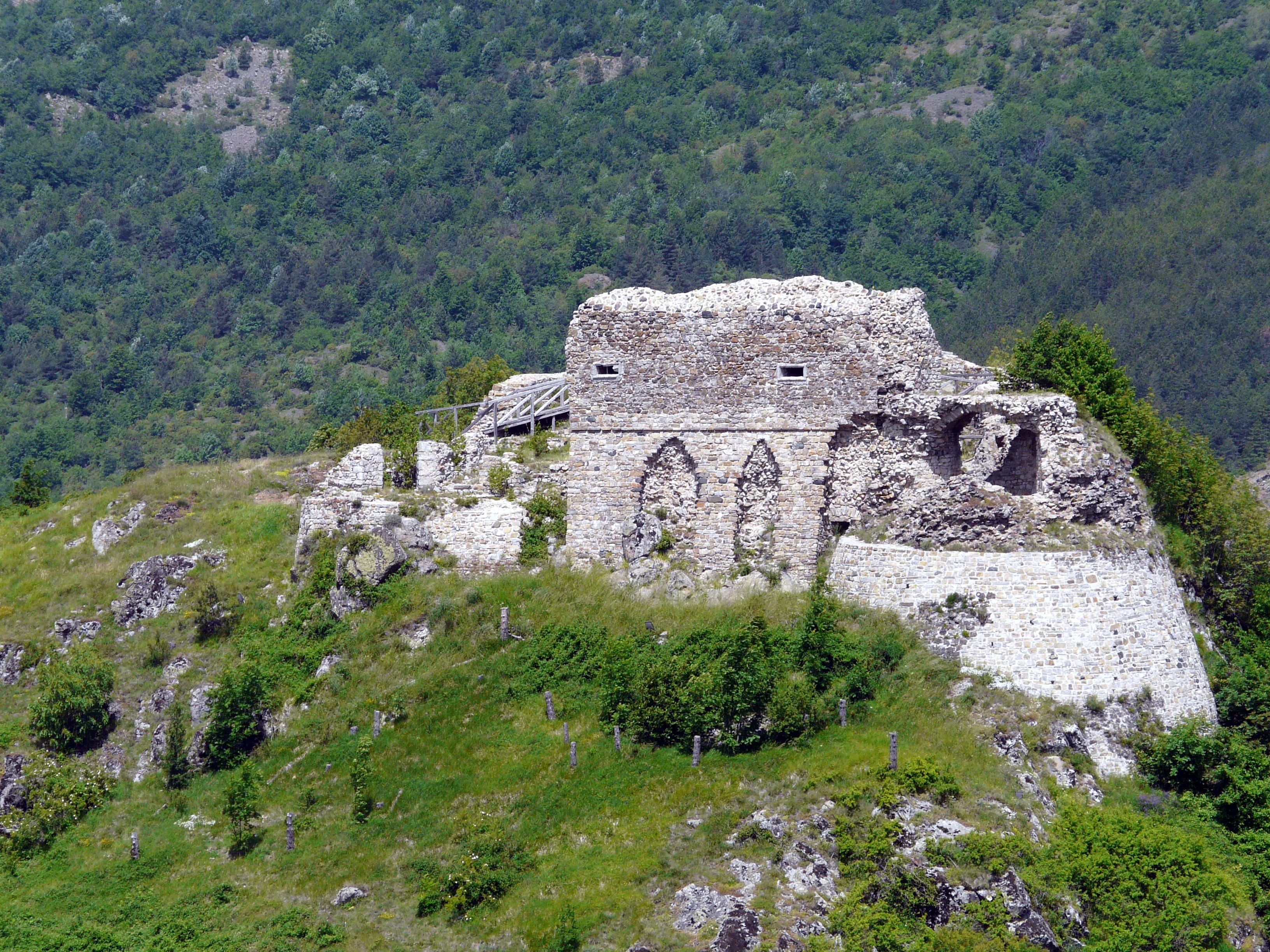
Ruïne van het kasteel van Cariseto
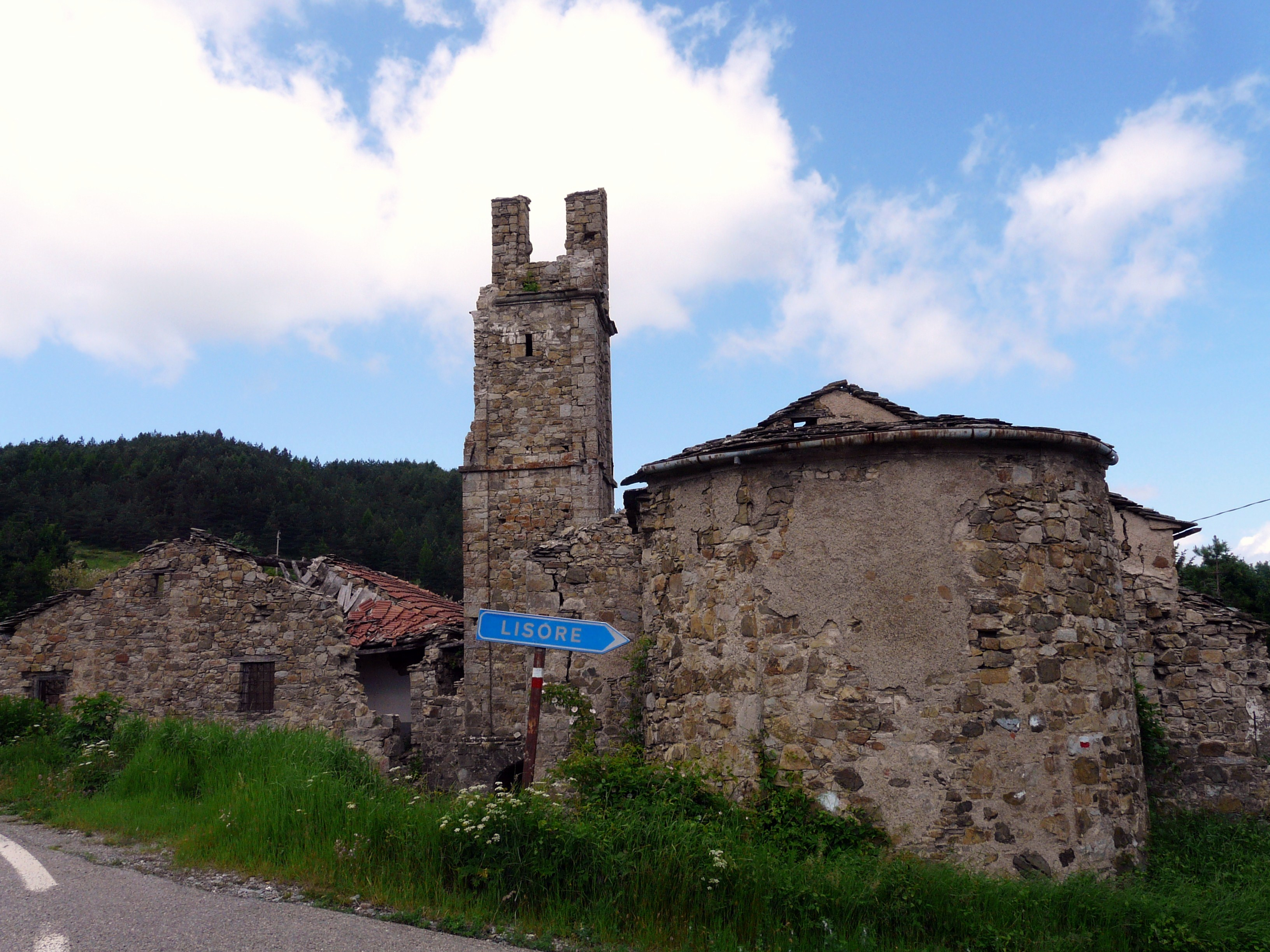
Ruïne van de kerk Santo Stefano in Selva

## Demografie
Cerignale telt ongeveer 136 huishoudens. Het aantal inwoners daalde in de periode 1991-2001 met 29,3% volgens cijfers uit de tienjaarlijkse volkstellingen van ISTAT.
| Jaar | Inwoneraantal |
| ---- | ------------- |
| 1991 | 317           |
| 2001 | 224           |

## Geografie
Cerignale grenst aan de volgende gemeenten: Brallo di Pregola (PV), Corte Brugnatella, Ferriere, Ottone, Zerba.